# Atypophthalmus gurneyanus
Atypophthalmus gurneyanus là một loài ruồi trong họ Limoniidae. Chúng phân bố ở vùng nhiệt đới châu Phi.